# Bleona Qereti
Bleona Qereti (Korça, Albanija, 14. svibnja 1979.) je albanska pjevačica.

## Diskografija

### Albumi
- 1997.: Kam qejfin tim
- 2000.: Nëse më do fort
- 2001.: S'më bëhet vonë
- 2002.: Ik mëso si dashurohet
- 2003.: Ti nuk din as me ma... lyp
- 2005.: Per ty – Greatest Hits
- 2005.: Boom Boom
- 2007.: Mandarina

### Singlovi (izbor)
- 2007.: Mandarin – feat. Hekuran Krasniqi & Genc Prelvukaj
- 2010.: Show Off – feat. Petey Pablo
- 2012.: Pass Out – feat. Timbaland i Brasco
- 2013.: Take it like a Man
- 2015.: Take you Over